# Mimatybe
Mimatybe is een kevergeslacht uit de familie van de boktorren (Cerambycidae). De wetenschappelijke naam van het geslacht werd voor het eerst geldig gepubliceerd in 1957 door Breuning.

## Soorten
Mimatybe is monotypisch en omvat slechts de volgende soort:
- Mimatybe pauliani Breuning, 1957